# الکساندر-لوئی للوار
الکساندر-لوئیس للوار (انگلیسی: Alexandre-Louis Leloir؛ ۱۴ مارس ۱۸۴۳ – ۲۸ ژانویهٔ ۱۸۸۴) نقاشی اهل فرانسه بود.
وی همچنین برندهٔ جوایزی همچون لژیون دونور (شوالیه) شده‌است.